# Пуасси

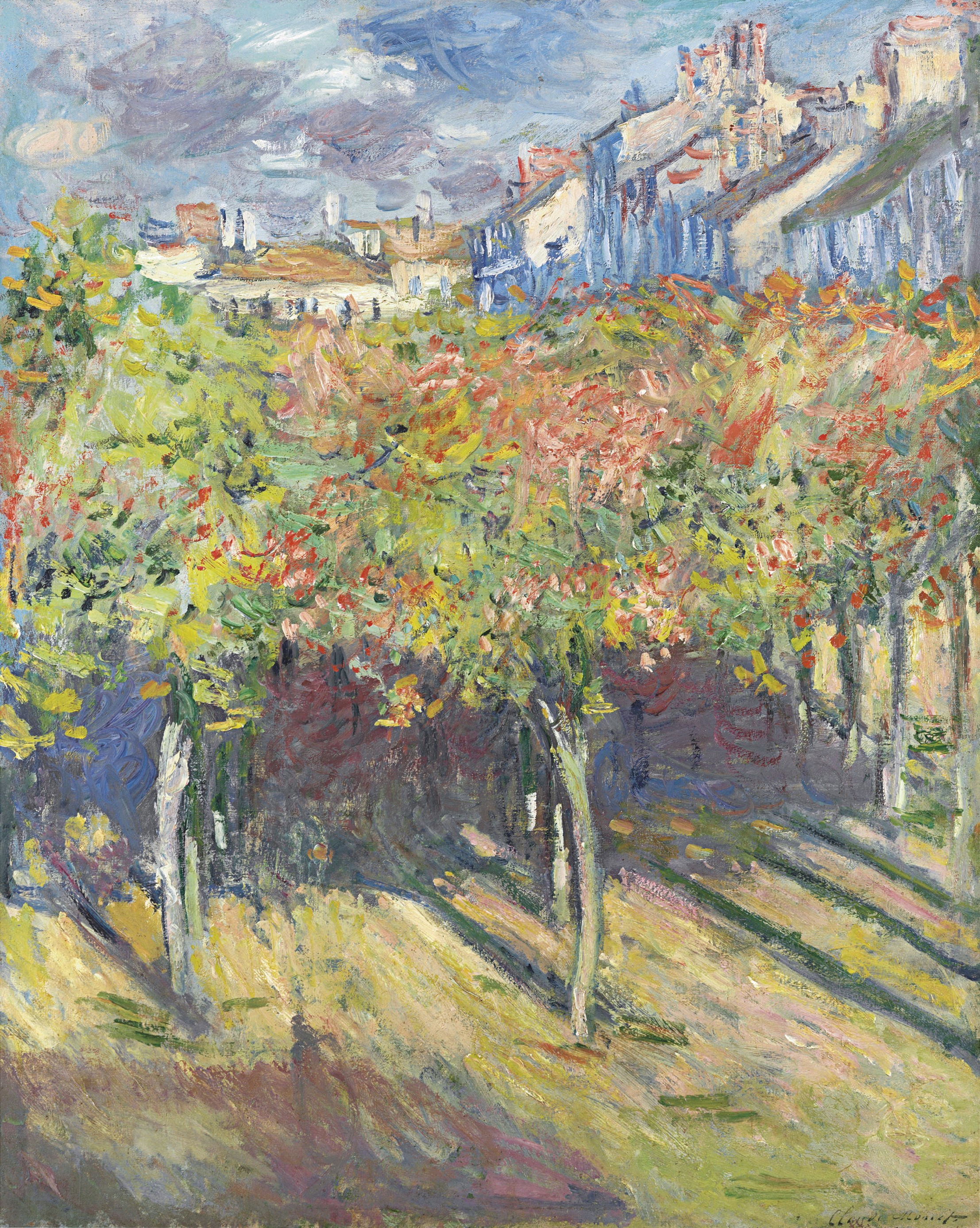
Клод Моне. «Липы в Пуасси», 1882 год

Пуасси (фр. Poissy) — город и коммуна во французском департаменте Ивелин, округ Сен-Жермен-ан-Ле, административный центр кантона Пуасси (фр.).

## Географическое положение
Пуасси находится в 32 км от центра Парижа на реке Сена и связан с ним линией скоростного транспорта RER и пригородными поездами.

## История
В 1561 году в Пуасси состоялся религиозный диспут в Пуасси (фр.) между католиками и гугенотами.

## Экономика
В городе находится крупный автомобильный завод концерна PSA Peugeot Citroën. Купленный в 1940 году у компании Ford завод, был затем продан компании Simca, а затем Chrysler в конце 1950-х годов. В 1978 году завод отошёл концерну.
В Пуасси расположены и другие предприятия автомобильной промышленности:
- завод (фр.) компании Stellantis
- Wagon Automotive
- Mahle Aftermarket (нем.)
- Faurecia
- Siemens VDO Automotive

А также:
- Envea (ранее — Environnement S.A.) — измерительная техника, газоаналитическое оборудование, системы очистки[1]
- Парфюмерия Fareva (ранее - Rochas и Procter & Gamble)
- Транспорт и логистика Gefco (фр., филиал Group PSA), Elidis (филиал Kronenbourg), KDI Promet (филиал Klöckner, нем.), Trapil (фр., трубопроводы)
- Столовые Groupe Casino
- Derichebourg (фр.)
- Промышленные эластомеры Wattelez

Также в Пуасси есть Технопарк.

## Достопримечательности
- Вилла Савой — загородный дом промышленника Пьера Савой, спроектированный Ле Корбюзье в 1929—1930 годах.
- Музей игрушки (фр.) в здании монастыря Святого Людовика (XIII век). Экспозиция насчитывает 800 игр и игрушек 1850—1950 годов.
- Музей истории и искусства.
- Парк Мейссонье (фр.)
- Древний мост (фр.) через Сену.

## Гастрономия
Начиная с XVIII века в Пуасси производится знаменитый ликёр из абрикосовых косточек «Noyau de Poissy» (фр.).

## Города-побратимы
- Пирмазенс, Германия.

## Пуасси в искусстве
Здесь снимались эпизоды фильмов «Супермозг» и «Из Парижа с любовью». Кисти Клода Моне принадлежит картина «Липы в Пуасси».